# Louise Stahle
Louise Stahle (Lund, 19 maart 1985) is een Zweedse golfprofessional  sinds 2005.

## Amateur
Stahle is lid van het Zweedse Nationale Team van 2001-2005 en zit in 2004 in het Zweedse team dat de Espirito Santo Trophy wint.

In 2004 wint ze het Brits Amateur Kampioenschap; ze is de eerste Zweedse die deze titel behaalt. Verder wint ze o.a. de St Rule Trophy en de Beirut Café Ladies Trophy op de Telia Tour.
In 2005 eindigt ze als beste amateur op de 8ste plaats van het Weetabix Women's British Open en wint daarmee de 'Smyth Salver'. Datzelfde weekend wordt ze professional.
Stahle heeft drie broers, haar oudste broer Peder is vaak haar caddy in haar amateurstijd.

## Professional
De week na het Britse Open speelt zij als pro op haar thuisclub, de Barsebäck G&CC, in het Slandinavisch TPC. Aan het einde van 2005 gaat ze naar de Europese en Amerikaanse Tourschool, en haalt haar kaart voor de LPGA Tour, die ze eind 2006 weer verliest. In 2007 speelt ze op de Ladies European Tour.